# アクトン・タウン駅
アクトン・タウン駅（アクトン・タウンえき、英語: Acton Town station）は、ロンドン、アクトンにあるロンドン地下鉄の鉄道駅である。ピカデリー線（アクスブリッジ支線）（ヒースロー支線）およびディストリクト線（イーリング・ブロードウェイ支線）の列車が発着する。
この駅はトラベルカード・ゾーン3に属する。

## 駅構造
2面4線の相対式ホームを持つ地上駅。
ホームは南北方向に伸びており、都心方面の東行きの列車は南を先頭に、郊外方向の西行きは北を先頭にして発着する。駅舎は駅の上をまたぐ道路に面する橋上駅舎である。
都心方向のハマースミス駅から複々線で列車が並走してきたディストリクト線・ピカデリー線は、当駅の先で両線の線路が合流し当駅では1番線と4番線の両線の列車が同じホームを使用することがある。両線の線路は当駅を出たところで分離し、両線は異なる方向へ分岐する（ピカデリー線のヒースロー方面とアクブスブリッジ方面）。
- 1番線、2番線はヒースロー空港駅、アクスブリッジ駅、イーリング・ブロードウェイ駅方面の列車が出発する。
  - 1番線はおもに、ピカデリー線とディストリクト線の列車が出発する。行き先の例として挙げられるのは、ノース・フィールド駅（英語版）行、アクスブリッジ駅（英語版）行、レイナーズ・レーン駅（英語版）行の列車が出発する。（遅延時にはヒースロー空港行の列車も出発する。）
  - 2番線はピカデリー線専用ホームである。空港方面とアックスブリッジ方面の列車が出発する。
- 3番線、4番線は中心部に向かう列車が出発する。
  - 3番線はピカデリー線専用ホームであり、ロンドン中心部に向かう列車が出発する。
  - 4番線はピカデリー線の一部とディストリクト線の列車が出発する。朝一部の空港から来るピカデリー線とアックスブリッジから来る一部の列車が時間調整のため到着する。この列車はおもにヒースロー空港から来る列車と接続する。ディストリクト線の中心部に向かう列車は1番線から出発する。なお、1番線のみイーリング・コモン駅との間にある車両基地に接続している。

ディストリクト線とピカデリー線では車体の大きさが異なるため、当駅のホームから車両に乗り降りする際（1番線と4番線のみ）は、ディストリクト線の車両はホームより高く、ピカデリー線の車両はホームより低い段差がある。気を付けなければならない。
駅北側にはピカデリー線用の引き込み線が1線ある。駅南側にはピカデリー線とディストリクト線用の引き込み線が2線ある。これは、中心部で事故などが起き、不通になった時のためである。逆に北側にあるのは、アックスブリッジ方面での事故などが不通になった時のためにある。遅延時などでよく利用される。

## 駅の今日
アクトン・タウン駅は、ディストリクト線とピカデリー線が同じホームを共有しており、現在では珍しいものとなっている（1番線と4番線のみ）。両線が併走するバロンズ・コート駅とアクトン・タウン駅の間では、両路線の列車は別々の線路を走り、ピカデリー線の停車駅（バロンズ・コート駅、ハマースミス駅、ターナム・グリーン駅）では通常は総じて別々のホームに発着する。なお、当駅に関しては一部列車のみ1番線と4番線のみディストリクト線とピカデリー線がホームを共有している。
1964年にディストリクト線がハンズロー支線の運行を廃止する以前には、ピカデリー線とディストリクト線の双方の列車がボストン・マナー駅からハンズロー・ウェスト駅までの駅で同じホームに発着していた。

## 隣の駅
ロンドン交通局
ロンドン地下鉄
■ディストリクト線
イーリング・ブロードウェイ支線
チジック・パーク駅 - アクトン・タウン駅 - イーリング・コモン駅
■ピカデリー線
アクスブリッジ支線
ターナム・グリーン駅（朝と夜のみ）通常はハマースミス駅 - アクトン・タウン駅 - イーリング・コモン駅
ヒースロー支線
ターナム・グリーン駅（朝と夜のみ）通常はハマースミス駅 - アクトン・タウン駅 - サウス・イーリング駅